# Liste der Kulturgüter in Wassen
Die Liste der Kulturgüter in Wassen enthält alle Objekte in der Gemeinde Wassen im Kanton Uri, die gemäss der Haager Konvention zum Schutz von Kulturgut bei bewaffneten Konflikten, dem Bundesgesetz vom 20. Juni 2014 über den Schutz der Kulturgüter bei bewaffneten Konflikten sowie der Verordnung vom 29. Oktober 2014 über den Schutz der Kulturgüter bei bewaffneten Konflikten unter Schutz stehen.
Objekte der Kategorien A und B sind vollständig in der Liste enthalten, Objekte der Kategorie C fehlen zurzeit (Stand: 1. Januar 2023).

## Kulturgüter
| Foto |                                                                              | Objekt                                                      | Kat. | Typ | Standort                             | Beschreibung                                             |
| ---- | ---------------------------------------------------------------------------- | ----------------------------------------------------------- | ---- | --- | ------------------------------------ | -------------------------------------------------------- |
| ja   | Datei hochladen · Wikidata zu Katholische Pfarrkirche St. Gallus (Q25975834) | Katholische Pfarrkirche St. Gallus KGS-Nr.: 05883           | A    | G   | Gotthardstrasse 21.2 688890 / 173528 |                                                          |
| ja   | Datei hochladen · Wikidata zu Meienschanze (Q29890447)                       | Neuzeitliche Befestigungsanlage Meienschanze KGS-Nr.: 05884 | B    | F   | Alter Sustenweg 687970 / 173879      | Meienschanze nach einem Gemälde von Caspar Wolf von 1778 |
| ja   | Datei hochladen · Wikidata zu Beinhauskapelle (Q29890444)                    | Beinhauskapelle KGS-Nr.: 11581                              | B    | G   | Gotthardstrasse 21.1 688867 / 173536 |                                                          |
| ja   | Datei hochladen · Wikidata zu Russenhaus in Wassen-Dorf (Q29890450)          | Russenhaus KGS-Nr.: 11582                                   | B    | G   | Gotthardstrasse 26 688784 / 173518   |                                                          |
| ja   | Datei hochladen · Wikidata zu Kapelle St. Josef in Wattingen (Q29890445)     | Kapelle St. Josef KGS-Nr.: 11583                            | B    | G   | Vorder Neiselen 3.1 688470 / 172244  |                                                          |